# Асіївська сільська рада
Асі́ївська сільська́ ра́да — орган місцевого самоврядування в Балаклійському районі Харківської області. Адміністративний центр — село Асіївка.

## Загальні відомості
- Асіївська сільська рада утворена в 1918 році.
- Територія ради: 186,265 км²
- Населення ради: 1 544 особи (станом на 2001 рік)

## Населені пункти
Сільській раді були підпорядковані населені пункти:
- с. Асіївка
- с-ще Слобожанське
- с. Новомиколаївка
- с. Попівка
- с. Соколівка
- с. Успенське

### Колишні населені пункти
- с. Шопенка, дата зникнення невідома

## Склад ради
Рада складалася з 16 депутатів та голови.
- Голова ради: Красиля Віталій Дмитрович
- Секретар ради: Рябініна Надія Григорівна

### Керівний склад попередніх скликань
| Прізвище, ім'я, по батькові  | Основні відомості                                    | Дата обрання | Дата звільнення |
| ---------------------------- | ---------------------------------------------------- | ------------ | --------------- |
| Караченцев Валерій Дмитрович | Сільський голова, 1968 року народження, безпартійний | 26.03.2006   | 31.10.2010      |
| Красиля Віталій Дмитрович    | Сільський голова, 1969 року народження, освіта вища  | 31.10.2010   |                 |

Примітка: таблиця складена за даними сайту Верховної Ради України

### Депутати
За результатами місцевих виборів 2010 року депутатами ради стали:

#### За суб'єктами висування
| Суб'єкт висування                                       | Кількість обраних депутатів | %    |
| ------------------------------------------------------- | --------------------------- | ---- |
| Партія регіонів                                         | 14                          | 87,5 |
| Політична партія Всеукраїнське об'єднання «Батьківщина» | 2                           | 12,5 |

#### За округами
| № округу                                                | Прізвище, ім'я, по батькові        | Дата визнання обраним | Освіта             | Партійна приналежність                        | Відомості про обраного депутата                                  |
| ------------------------------------------------------- | ---------------------------------- | --------------------- | ------------------ | --------------------------------------------- | ---------------------------------------------------------------- |
| Партія регіонів                                         |                                    |                       |                    |                                               |                                                                  |
| 1                                                       | Савченко Григорій Васильович       | 01.11.2010            | вища               | член Партії регіонів                          | ВАТ «Кургансь-кий бройлер», інженер-енергетик                    |
| 2                                                       | Рябініна Надія Григорівна          | 01.11.2010            | вища               | член Партії регіонів                          | Асіївська сільська рада, секретар                                |
| 3                                                       | Гончаров Сергій Анатолійович       | 01.11.2010            | вища               | член Партії регіонів                          | приватний підприємець                                            |
| 4                                                       | Чернишов Федір Павлович            | 01.11.2010            | вища               | член Партії регіонів                          | ПП «Маркас», керуючий                                            |
| 5                                                       | Щербаков Олександр Іванович        | 01.11.2010            | вища               | член Партії регіонів                          | ВАТ «Кургансь-кий бройлер», ветлікар                             |
| 6                                                       | Караченцева Світлана Павлівна      | 01.11.2010            | вища               | член Партії регіонів                          | Асіївська загальноосвітня школа, директор                        |
| 7                                                       | Єфремова Ірина Олексіївна          | 01.11.2010            | вища               | член Партії регіонів                          | Асіївська сільська рада, спеціаліст                              |
| 10                                                      | Краснолуцький Сергій Миколайович   | 01.11.2010            | середня спеціальна | член Партії регіонів                          | тимчасово не працює                                              |
| 11                                                      | Макарова Оксана Дмитрівна          | 01.11.2010            | вища               | член Партії регіонів                          | Октябрська загальноосвітня школа, вчитель                        |
| 12                                                      | Деревяшкін Олександр Володимирович | 01.11.2010            | середня            | член Партії регіонів                          | СТОВ «Степове», гл. інженер                                      |
| 13                                                      | Самойлик Інна Анатоліївна          | 01.11.2010            | середня спеціальна | член Партії регіонів                          | СТОВ «Степове», інспектор в/к                                    |
| 14                                                      | Ханова Віра Йосипівна              | 01.11.2010            | вища               | член Партії регіонів                          | Октябрська загальноосвітня школа, директор                       |
| 15                                                      | Деревяшкін Сергій Володимирович    | 09.09.2013            | середня            | член Партії регіонів                          | СТОВ «Степове», водій                                            |
| 16                                                      | Суньова Ніна Іванівна              | 01.11.2010            | середня спеціальна | член Партії регіонів                          | СТОВ «Степове», гл. бухгалтер                                    |
| Політична партія Всеукраїнське об'єднання «Батьківщина» |                                    |                       |                    |                                               |                                                                  |
| 8                                                       | Єракова Галина Миколаївна          | 01.11.2010            | середня спеціальна | член Всеукраїнського об'єднання «Батьківщина» | Асіївський фельдшерсько-акушерський пункт, молод. мед. працівник |
| 9                                                       | Кузнець Микола Іванович            | 01.11.2010            | середня            | член Всеукраїнського об'єднання «Батьківщина» | тимчасово не працює                                              |